# Saint Agatha's Tower
Saint Agatha's Tower (Maltees: Torri ta' Sant'Agata), ook bekend als de Red Tower (Maltees: Torri l-Aħmar) is een versterkte historische wachttoren bij de plaats Mellieħa in Malta. De toren werd tussen 1647 en 1649 gebouwd in opdracht van de Orde van Malta.
De toren dankt haar naam aan een kapel in de toren die gewijd is aan Agatha van Sicilië. De bijnaam van de vesting verwijst naar de rode kleur waarin de toren is geverfd.

## Geschiedenis
De opdracht voor de bouw van Saint Agatha's Tower kwam van grootmeester Jean-Paul de Lascaris de Castellar, grootmeester van de Orde van Malta. Deze vesting werd ontworpen door de Franse militaire architect Blaise Francois Pagan Het geld voor de bouw was door de Orde door middel van belastingen afhandig gemaakt van de lokale bevolking. Op 5 december 1647 werd begonnen met de bouw van de wachttoren en de bouw was voltooid op 20 november 1648. In april 1649 werd de vesting voorzien van een kanon en was het klaar voor gebruik. Met haar voltooiing ging Saint Agatha's Tower deel uitmaken van een serie wachttorens die door een aantal grootmeesters op het eiland waren gebouwd. Door middel van signaalvuren konden de torens met lekaar communiceren en Saint Agatha's Tower bevindt zich op een plek waar het kon communiceren met de wachttorens op de eilanden Comino en Gozo.
In juni 1722 werd de wachttoren voorzien van vijf kanonnen en een garnizoen van vier soldaten. Ook tijdens de periode dat Malta een Britse kolonie was behield Saint Agatha's Tower haar militaire karakter. Na het vertrek van de Britten werd de voormalige wachttoren gebruikt als radarstation voor het Maltese leger. In 1999 werd de oude vesting gerestaureerd.